# Pseudoscaptia bicolor
Pseudoscaptia bicolor är en fjärilsart som beskrevs av Rothschild 1912. Pseudoscaptia bicolor ingår i släktet Pseudoscaptia och familjen björnspinnare. Inga underarter finns listade.